# Orang National Park
Orang National Park är en nationalpark i Indien.   Den ligger i delstaten Assam, i den östra delen av landet, 1 500 km öster om huvudstaden New Delhi. Orang National Park ligger 71 meter över havet.
Klimatet i området är fuktigt och subtropiskt. Årsmedeltemperaturen i trakten är 21 °C. Den varmaste månaden är oktober, då medeltemperaturen är 24 °C, och den kallaste är januari, med 17 °C. Genomsnittlig årsnederbörd är 2 086 millimeter. Den regnigaste månaden är juli, med i genomsnitt 434 mm nederbörd, och den torraste är november, med 1 mm nederbörd.